# Ermita de Nuestra Señora del Val (Alcalá de Henares)

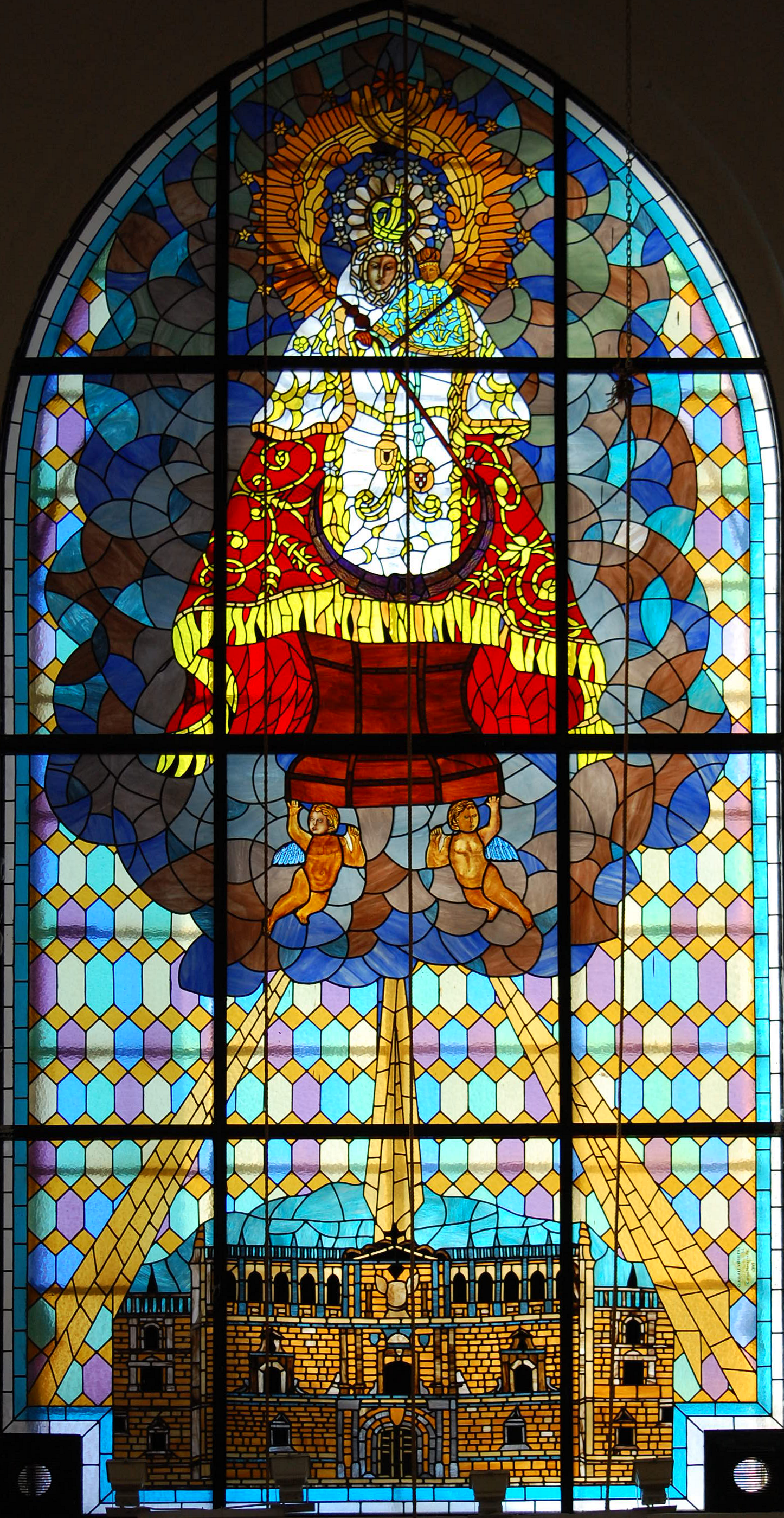
Vidriera de Carlos Manzanedo (1999) dedicada a la Virgen del Val y a la fachada del Colegio Mayor de San Ildefonso

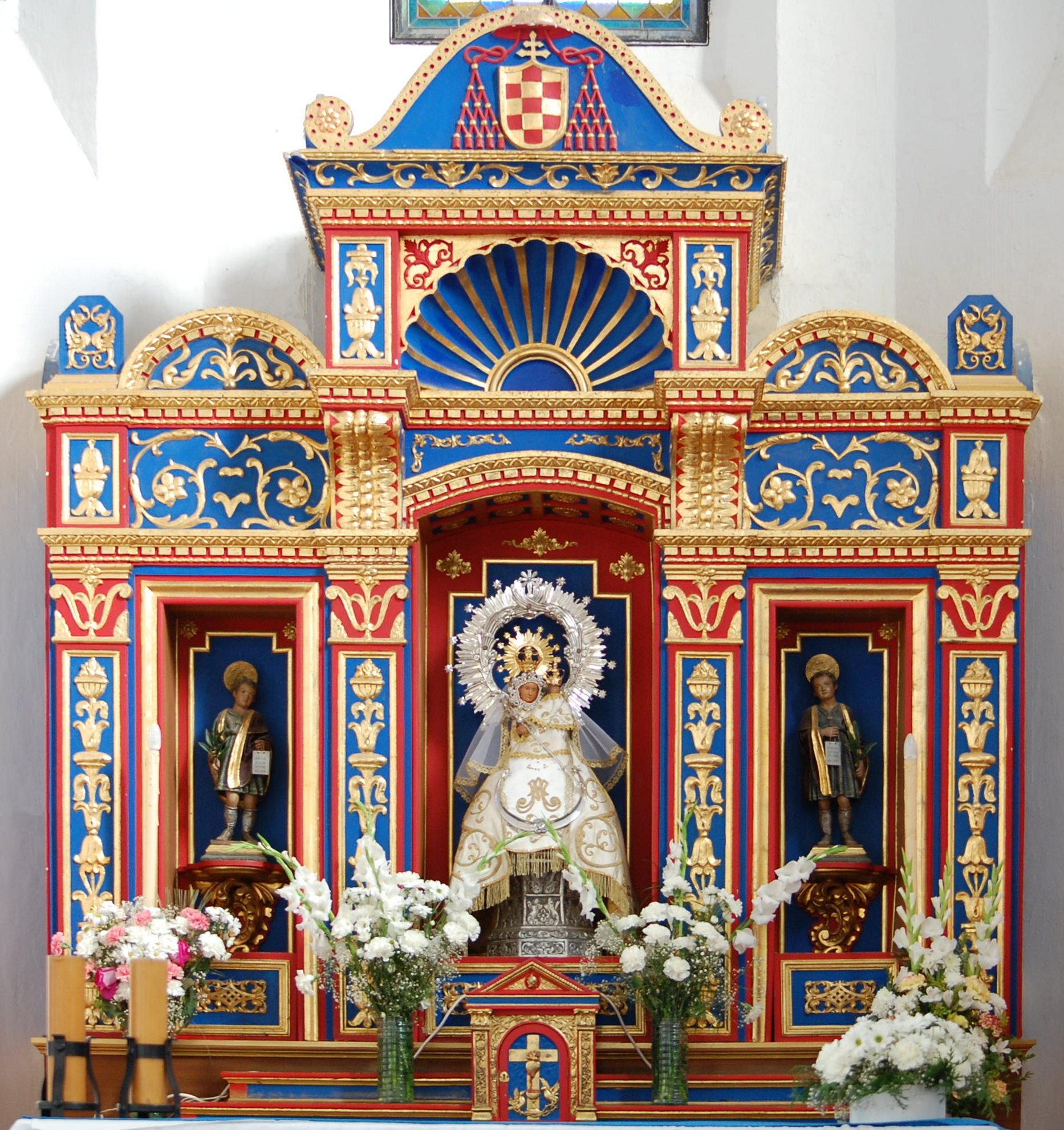
Retablo reproduciendo el púlpito del Paraninfo de la Universidad de Alcalá

La ermita de Nuestra Señora de El Val es un pequeño templo católico dedicado a la Virgen de El Val, patrona de Alcalá de Henares. Está situada al final de la avenida homónima. Fue construida para honrar el milagro de la salvación de un pastor de las aguas del río Henares.

## Leyendas e historia

### El milagro de las aguas
Según la leyenda, en torno al año 1184 (según el autor de los "Anales Complutenses" sucedió en torno a 1348) un labrador alcalaíno cayó al río Henares. Al ver que se ahogaba pidió ayuda divina; entonces se le apareció la Virgen que le rescató de la corriente. Meses más tarde, en el mismo lugar donde el campesino casi se ahoga, descubrió una imagen de la Virgen y con el niño Jesús, tallada en alabastro. El labrador trasladó la estatua a su casa para proteger a su familia, pero poco después la Virgen volvió a la ribera del río. Ante la insistencia de la Virgen de quedar en ese sitio, el vecindario decidió construir allí mismo una capilla, tomando la imagen como advocación el topónimo de aquel paraje: Virgen del Val (Valle).

### Apariciones
Aunque la ermita construida a la ribera del río siempre albergó la imagen, se registraron otras apariciones. El 19 de abril de 1791 apareció en la puerta del Colegio de los Manriques, motivo por el que se la nombró titular y patrona de la Real Academia de Teología de la Universidad de Alcalá el 7 de junio de 1791. El 6 de julio de 1808 fue hallada en la puerta de la Iglesia Magistral de los Santos Justo y Pastor, por lo que sumó al título de Patrona de la ciudad, el de alcaldesa honorífica del ayuntamiento de Alcalá de Henares.

### Procesiones
En 1379 el concejo hizo voto de acompañar en procesión a la Virgen en sus salidas del santuario; que desde 1882 su fiesta mayor se celebra el tercer domingo de septiembre. Además, La imagen ha salido en procesión en muchas ocasiones para pedir lluvia ante una sequía, para superar las epidemias, las plagas o el pedrisco, todas ellas causa de hambruna e inseguridad.

## Arquitectura
Se desconoce el aspecto que tuvo la primera capilla. Más tarde, en 1376, por orden del arzobispo de Toledo, Pedro Tenorio se edificó sobre la anterior otra ermita, esta vez en estilo gótico. Este templo se mantuvo en pie hasta la Guerra de la Independencia, cuando fue saqueada e incendiada. En 1926 se volvió a construir en los estilos neogótico y neomudéjar ya definitivamente, sobre un proyecto inicial del arquitecto municipal Martín Pastells y Papell y un diseño definitivo, más modesto, del también arquitecto municipal José de Azpíroz y Azpíroz. Esta última edificación es la que se conserva actualmente.

### Exterior
Muestra un aspecto sobrio, con falta de ornamentos. A la entrada hay un soportal que conserva el escudo de Pedro Tenorio y, en la parte superior una espadaña de dos campanas.

### Interior
El retablo mayor, que es una reproducción del Paraninfo de la universidad, contiene una copia de la imagen tallada de la Virgen y el Niño.

## Fiesta de la Virgen del Val

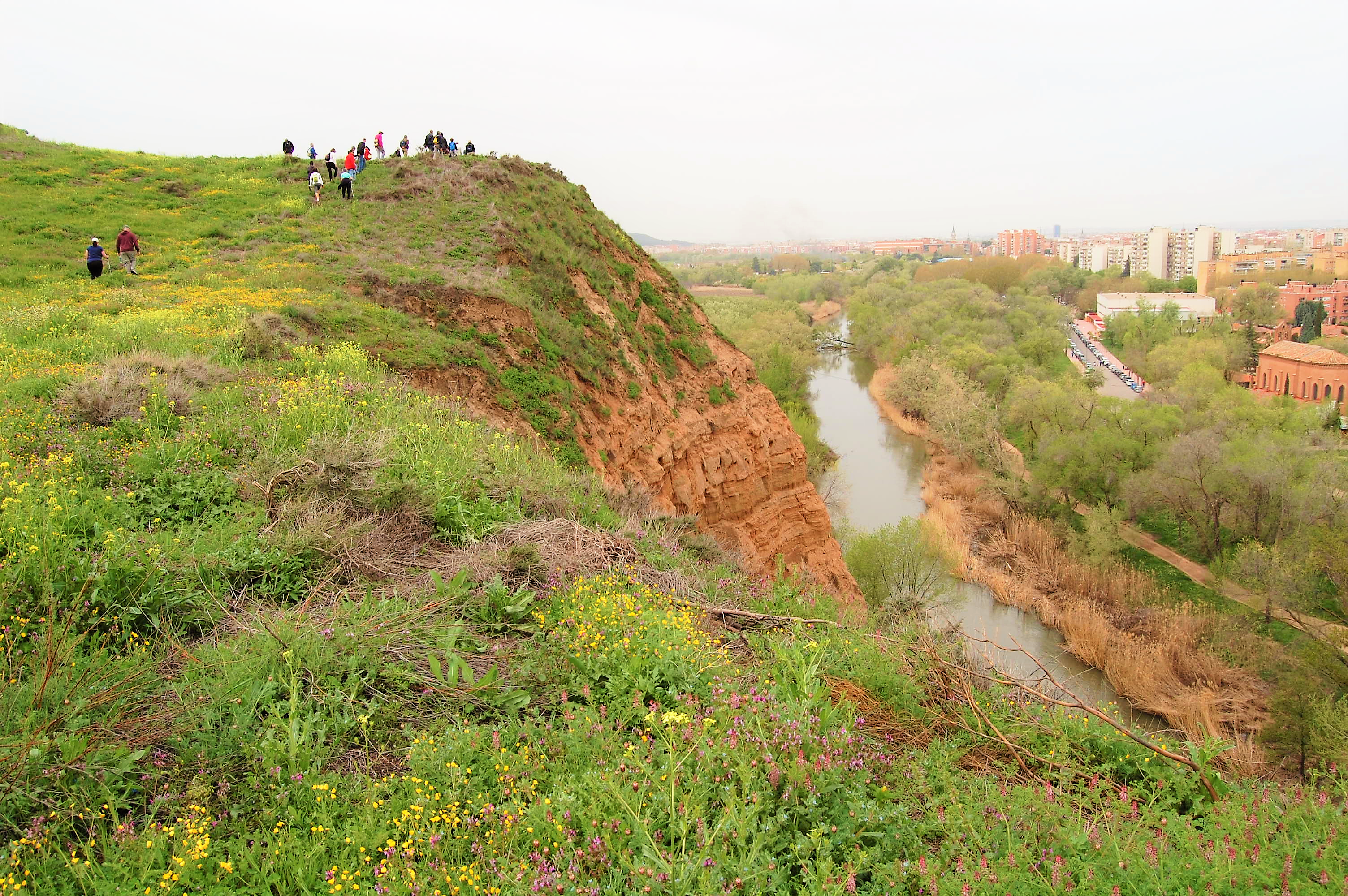
Vista de la ermita y el río Henares desde el cerro de Alcalá la Vieja.

La Fiesta de la Virgen del Val se celebra el tercer domingo de septiembre y, al mismo tiempo, se organizan las fiestas populares del Distrito V "El Val".